# Вилла Петролеа
Вилла Петролеа (лат. Villa Petrolea) — жилой поселок, построенный братьями Нобель в конце XIX века для служащих их компании на границе Чёрного города в пригороде Баку. Также название используется по отношению к резиденции братьев Нобель, расположенной здесь же. В настоящее время на территории функционирует музей семьи Нобелей и находятся офисы нескольких организаций.

## История
К концу XIX века восточные пригороды Баку представляли собой промышленный район, неблагоприятный для проживания людей. Здесь жили только рабочие, занятые в нефтяной промышленности. Состоятельные граждане жили в более чистом центре Баку. С целью привлечения для проживания в данном районе административно-технического персонала компании братьев Нобель (в том числе приглашенного из Финляндии, Швеции, Норвегии и Германии) здесь был построен жилой поселок, где были созданы самые благоприятные условия для жизни. Новый поселок располагался на восточной границе Чёрного города у селения Кишлы.
На территории поселка были построены дома для служащих, школы, театр, больницы и фамильная резиденция братьев Нобель в Баку, сооруженная в 1884 году. Резиденция оставалась в собственности Нобелей до национализации 1920 года.
Служащие товарищества Нобелей проживали в одно- и двухэтажных деревянных коттеджах с каменным фундаментом. Нижние этажи самого большого здания отвели под контору, на верхних разместились клуб, комнаты отдыха, библиотека. Из Петербурга выписали скульптуры для сада, произведения живописи, книги для библиотеки. Комнаты украсили дорогими коврами, изготовленными азербайджанскими и персидскими мастерами.
В период Первой мировой войны на вилле действовал лазарет для помощи раненым и больным.

### Парк

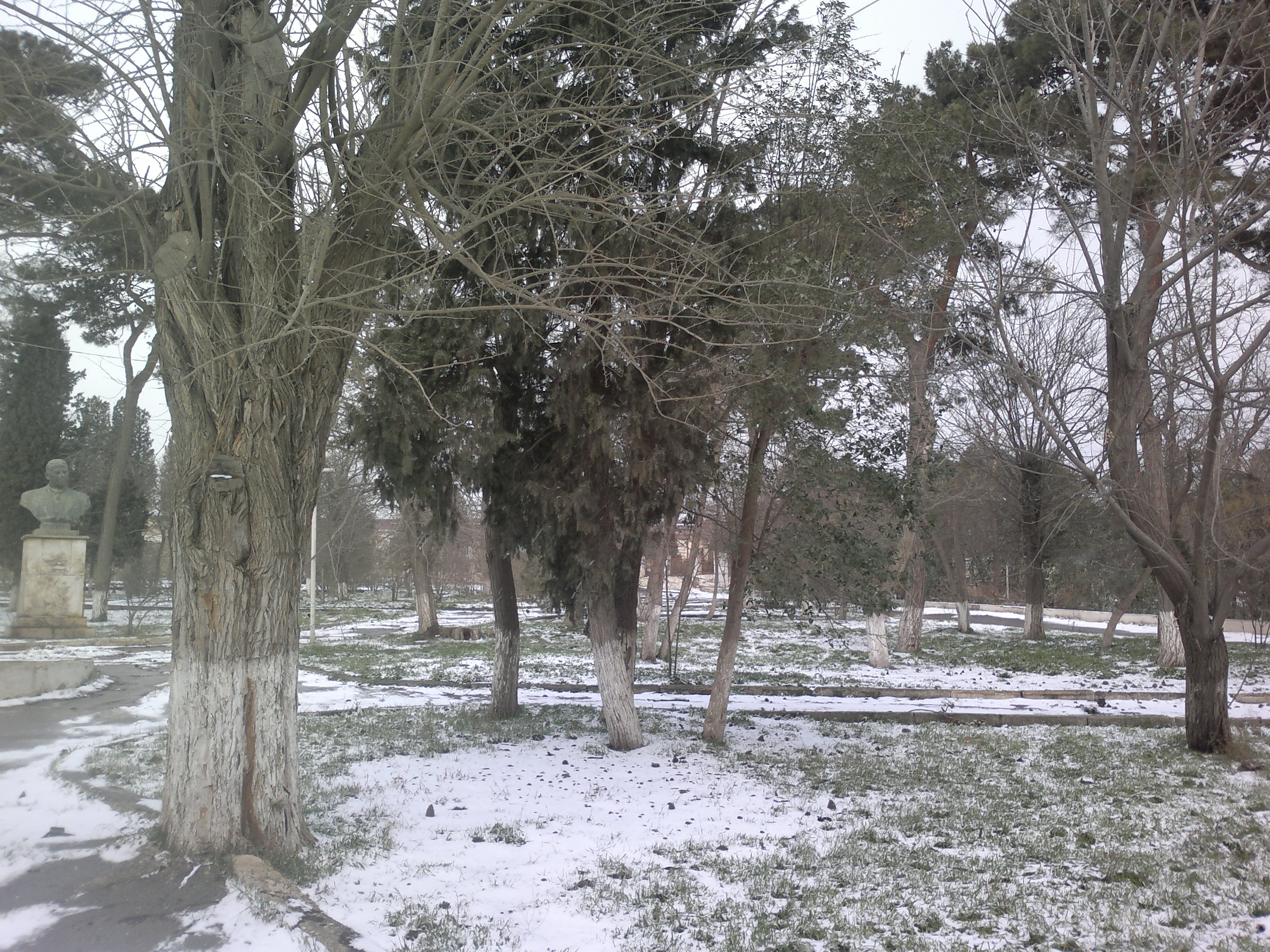
Парк Вилла Петролеа (ныне парк имени Низами) зимой

Для создания на территории поселка парка площадью около 10,5 га был приглашен опытный садовод Э. Бекле, создавший до этого многие сады и парки Варшавы. Поскольку местная почва была пропитана нефтью, сюда стали завозить баржи с землей из Ленкоранского уезда. Вопрос с пресной водой был решен путём использования наливных судов, которые разгружались в Астрахани и наполнялись там для балласта волжской водой вместо мешков с песком.
Посадочный материал доставлялся из субтропических районов (Тифлис, Батуми, Ленкорань) и ряда российских и европейских городов. Всего было посажено около 80 000 растений, в том числе фруктовые и декоративные.
Планировочная структура Вилла Петролеа определялась рельефом местности, имевшей уклон к Каспийскому морю. Главные аллеи ориентировались на акваторию Каспия и подводили к видовым площадкам парка, с которых можно было видеть заводские трубы и далее море. Множество дорожек и аллей подводили к сооружениям, перед которыми были разбиты площадки с цветниками или же группировались деревья.
Как утверждал в 1978 году Шамиль Фатуллаев, неизвестно, кто был архитектором генерального плана и зданий с террасами, верандами и балконами, решенными в эклектичном духе с использованием романских мотивов. По его мнению, все это разрабатывалось безымянным архитектором при прямом участии Бекле.
Общие затраты на парк, в том числе клуб, библиотеку и дома для служащих превысили 250 000 рублей.

## Современное состояние

### Реконструкция резиденции Нобелей

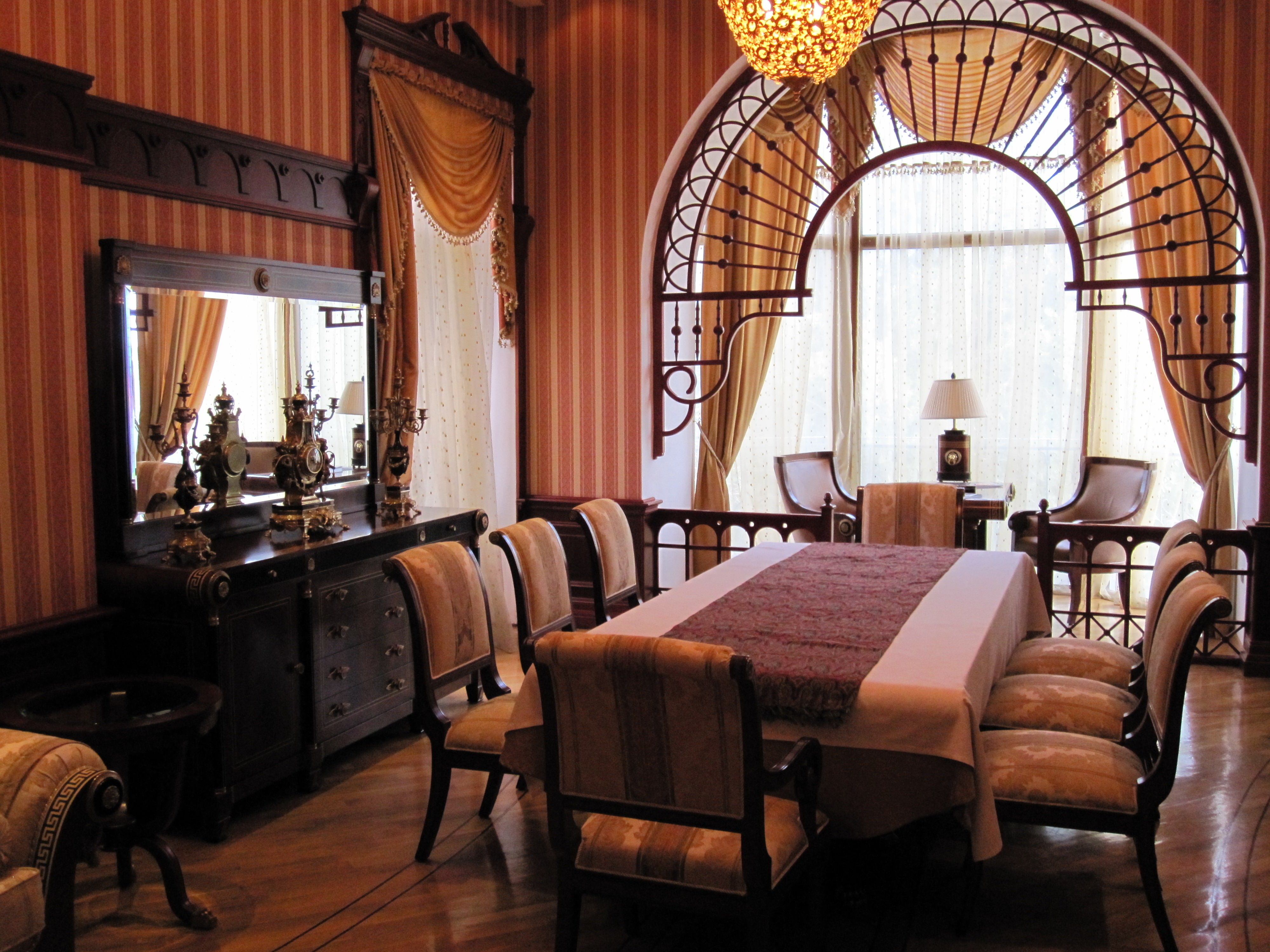
Интерьер

До начала 2000-х годов здания на территории Вилла Петролеа были в запущенном состоянии. Здание резиденции Нобелей и жилые помещения были опустошены и требовали реставрации. Прочие здания давно были разрушены, театр и клуб сгорели.
В 2004 году с целью восстановления наследия Нобелей в Баку была создана общественная организация Бакинский фонд наследия Нобелей. Им в 2007 году была завершена реконструкция и реставрация резиденции Нобелей. 25 апреля 2008 года состоялось торжественное открытие восстановленной резиденции.

### Музей
После реконструкции резиденции в ней находятся Бакинский Нобелевский нефтяной клуб, Международный конференц-центр и Музей братьев Нобель — первый музей семьи за пределами Швеции. Музей является историческим и имеет нефтяную тематику. В музее собраны предметы быта и интерьера, которыми пользовалась семья Нобелей. Интерьер дома изменен по сравнению с тем, который был при его владельцах, однако некоторые элементы (например камины) воссозданы точно. Интерьер дома выполнен в европейском стиле. Отдельно одна комната оформлена в восточном стиле.

## События
17 декабря 2010 года в резиденции Вилла Петролеа состоялся торжественный прием по случаю основания Филипом Нобелем, правнуком Людвига Нобеля, фонда Nobel International Fraternity Fund, направленного на поддержку науки в Азербайджане, а также по случаю присуждения Ордена Полярной звезды (Швеция) председателю Бакинского Фонда наследия Нобелей доктору Тогрулу Багирову и Филипу Нобелю.